# ولید عزیز
ولید عزیز (انگلیسی: Walid Azaïez؛ زادهٔ ۲۵ آوریل ۱۹۷۶) بازیکن فوتبال اهل تونس بود.
از باشگاه‌هایی که در آن بازی کرده‌است می‌توان به باشگاه فوتبال حمام الانف، باشگاه فوتبال آفریقایی، و باشگاه فوتبال اسپرانس تونس اشاره کرد.
وی همچنین در تیم ملی فوتبال تونس بازی کرده‌است.